# Carl Braun
Pour les articles homonymes, voir Braun.
Carl August Braun, né le 25 septembre 1927 à Brooklyn (New York) et décédé le 10 février 2010, est un joueur et entraîneur américain professionnel de basket-ball.
À sa sortie de l'université Colgate, Carl Braun passe 13 saisons en NBA, au poste d'arrière, dont 12 avec les Knicks de New York. Il termine sa carrière en 1962, après une saison avec les Celtics de Boston. Braun joue lors de cinq NBA All-Star Games et inscrit 10625 points lors de sa carrière professionnelle. Braun est entraîneur-joueur pour les Knicks en 1960 et 1961 réalisant un bilan de 40 victoires - 87 défaites.

## Palmarès
- All-BAA Second Team en 1949[1]
- All-NBA Second Team en 1954[1]
- 5 participations au NBA All-Star Game (1953, 1954, 1955, 1956 et 1957)
- Champion NBA en 1962 avec les Celtics de Boston